# Antennaria
Pour les articles homonymes, voir Antennaire.
Genre
Classification phylogénétique
Antennaria (les antennaires) est un genre d'environ 45 espèces de plante à fleurs de la famille des Asteraceae.
Ce nom générique fut proposé par le botaniste Joseph Gaertner, en 1791. Il est issu du latin antenna, et signifie antenne : il rappelle la forme des soies épaissie des capitules, ressemblant à des antennes de papillon. Beaucoup d'entre elles sont aussi désignées par le nom vernaculaire Pied de chat, qui se rapporte à l'aspect doux des fleurs réunies en coussinets comme ceux du chat.

## Systématique

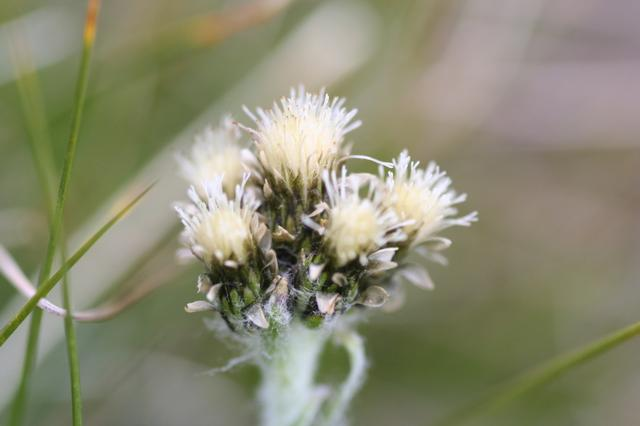
Antennaria carpatica, le pied de chat des Carpates.

En classification phylogénétique, le genre Antennaria appartient à la sous-famille des Asteroideae, caractérisées par des capitules exclusivement tubuliflores.
Il est très proche du genre Gnaphalium - autre genre des Asteroideae - ces dernières étant annuelles et non-dioïques. Par ailleurs, les Antennaria, vivaces dioïques, ont régulièrement été confondus avec des Gnaphalium.
L'horticulture divise ce genre en deux groupes fondamentaux :
- Premier groupe :  formes spécifiques qui émettent des stolons aériens. Dans ce groupe se distinguent Antennaria alpina, Antennaria dioica et Antennaria plantaginifolia.
- Second groupe : formes non stolonifères et non rhizomateuses à l'instar d'Antennaria carpatica.

## Description

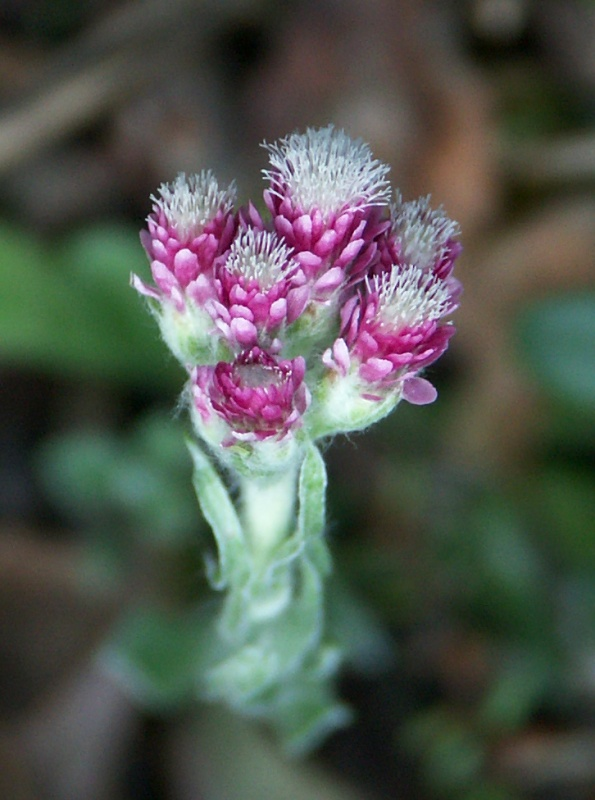
Antennaria dioica, le pied de chat dioïque.

Antennaria alpina.

Les antennaires sont de petites plantes vivaces herbacées et dioïques constituées d'une souche rhizomateuse, stolonifère ou non. Elles développent une hampe florale tomenteuse de 5 cm à 50 cm de haut. Les feuilles basales se développant en rosette, sont spatulées et d'un blanc cotonneux sur la face inférieure. Les feuilles caulinaires sont sessiles, lancéolées de type linéaire et alternes.
La hampe florale est surmontée par des capitules composés de 20 à 100 fleurs tubulées et regroupés par 3 à 8 en une corymbe serrée. Ces capitules ont la caractéristique d'être persistants. Les fleurs sont dioïques, mais il est également possible de rencontrer des fleurs hermaphrodites stériles. Ces plantes présentent un certain dimorphisme sexuel. Aussi, les fleurs mâles sont plus petites et incolores, blanc/gris, alors que les fleurs femelles sont plus grandes et colorés. Elles sont pollinisées par des lépidoptères à l'instar de Coleophora pappiferella, de la famille des Coleophoridae, qui se nourrit exclusivement d'Antennaria dioica ou Schinia verna, apparentée à la famille des Noctuidae. Elles sont dispersées par le vent grâce à leurs pappus.

## Répartition
Les Pieds de chat sont des plantes montagnardes, alpines et arctiques, essentiellement issues des régions tempérées de l'hémisphère nord (une seule espèce, Antennaria chilensis, est présente en Amérique du Sud). Deux espèces, Antennaria dioica et Antennaria carpatica sont présentes en Eurasie, la plus grande diversité se situant dans le Nord de l'Amérique du Nord.

## Usages
Ces plantes sont utilisées à des fins décoratives dans les jardins rocheux, où elles ont été introduites dans la deuxième moitié du XVIIIe siècle pour agrémenter les bordures des jardins alpins. Elles ont cependant une valeur décorative assez limitée. Elles sont également utilisées en tant que plante médicinale (Antennaria dioica) comme béchique.

## Liste d'espèces

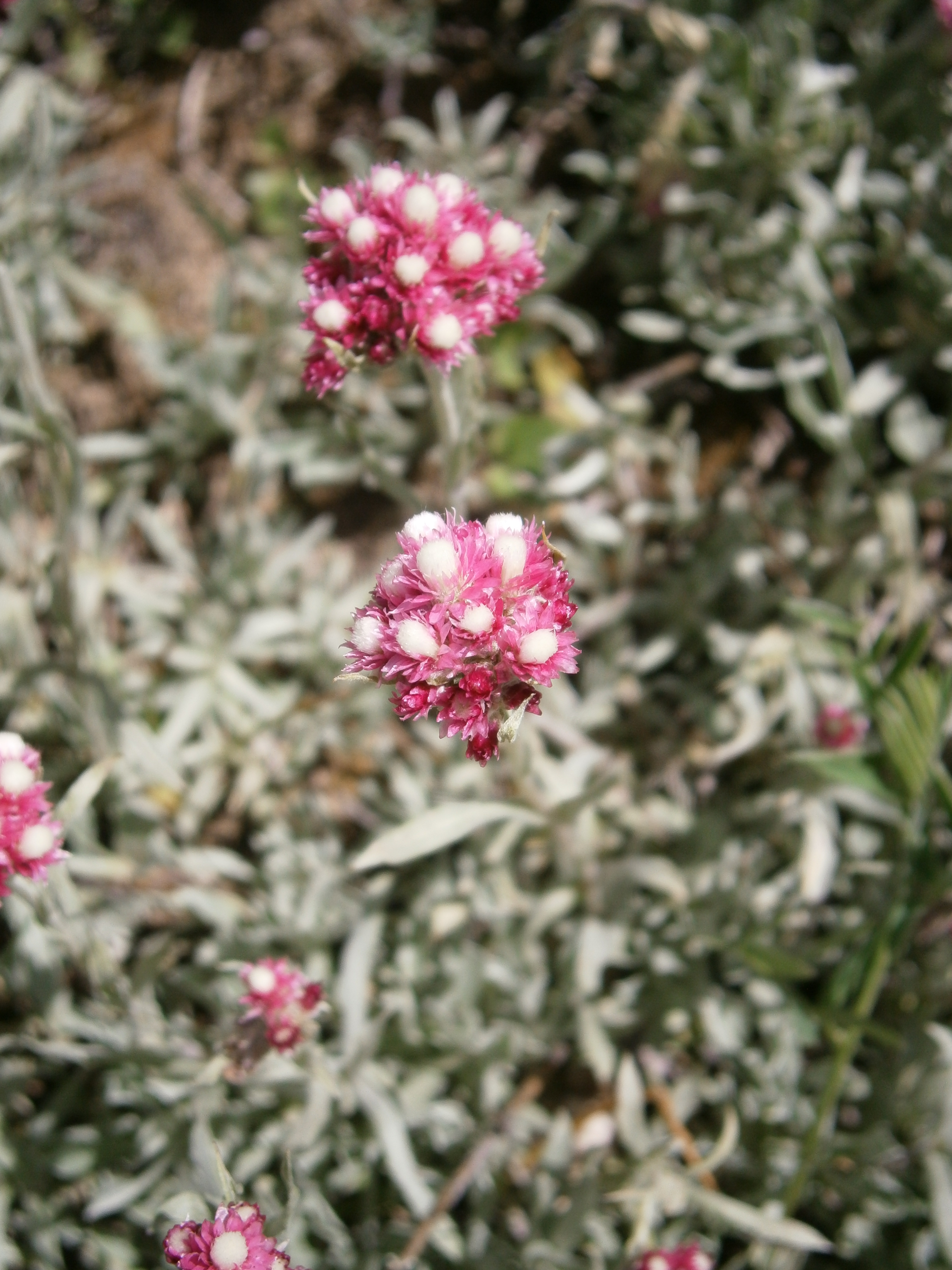
Antennaria rosea.

- Antennaria alpina (L.) Gaertn. - Pied de chat alpin
- Antennaria carpatica (Wahlenb.) Bluff & Fingerh. - Pied de chat des Carpates
- Antennaria caucasica Boriss.
- Antennaria chilensis J.Rémy
- Antennaria corymbosa E.E.Nelson
- Antennaria dioica (L.) Gaertn. - Pied de chat dioïque
- Antennaria hansii A. Kern.
- Antennaria howellii Greene
- Antennaria monocephala DC.
- Antennaria neglecta Greene
- Antennaria parlinii Fernald
- Antennaria parvifolia Nutt.
- Antennaria plantaginifolia (L.) Richardson
- Antennaria rosea Greene
- Antennaria umbrinella Rydb.